# Цьолкі
Цьолкі (пол. Ciołki) — село українського Закерзоння (в історичному Надсянні), що знаходиться тепер у Польщі, розташоване у Люблінському воєводстві Грубешівського повіту, ґміни Городло.

## Історія
До Першої світової війни 3/4 від населення села становили українські родини, решта — польські. Під час війни більшість українських родин виїхало у внутрішні райони Російської імперії. Залишилося лише 5 українських родин.
Одразу по 2-й світовій війні польський уряд заповзявся позбутися українського населення краю, внаслідок етнічних чисток Надсяння та операції Вісла майже всі українці були убиті поляками або ж репатрійовані за межі села, вже з роками частина селян повернулися, а інші залишилися розсіяними по світам.